# داودخان (أديامان)
داودخان (بالكردية: Dawidxan‏) (بالتركية: Davuthan)‏ هي قرية تتبع إداريّاً لمديرية أديامان في محافظة أديامان التركية الواقعة في جنوب شرق الأناضول. بلغ عدد سكانها 294 نسمة في عام 2021.